# Шисхайм
Шисхайм (нем. Schiesheim) — община в Германии, в земле Рейнланд-Пфальц. 
Входит в состав района Рейн-Лан. Подчиняется управлению Ханстеттен.  Население составляет 260 человек (на 31 декабря 2010 года). Занимает площадь 1,43 км².